# David Rocastle
David Carlyle „Rocky“ Rocastle (* 2. Mai 1967 in Lewisham, London; † 31. März 2001 in Slough) war ein englischer Fußballspieler und zweifacher englischer Meister mit dem FC Arsenal. Er kam zudem zwischen 1988 und 1992 in 14 Länderspielen für die englische Nationalmannschaft zum Einsatz.

## Laufbahn beim FC Arsenal
Nach Rocastle im Sommer 1983 die Schule verlassen hatte, schloss er sich der Nachwuchsabteilung des FC Arsenal an und spielte zwei Jahre lang in den dortigen Jugendmannschaften, bevor er einen Profivertrag vor Beginn der Saison 1985/86 unterschrieb. Seinen Einstand gab er gegen Newcastle United und wurde schnell zum Stammspieler in der ersten Mannschaft. Noch vor seinem 20. Geburtstag gewann er 1987 mit dem Ligapokal seinen ersten Titel, nachdem er im Finale mit seinem Team den FC Liverpool im Wembley-Stadion besiegt hatte. Auch im anschließenden Jahr stand er im gleichen Wettbewerb im Endspiel, in dem Arsenal jedoch eine 2:1-Führung noch verspielte und nach einem Gegentreffer in der letzten Minute gegen Luton Town mit 2:3 unterlag.
Der Mittelfeldspieler konnte mit dem FC Arsenal zwei englische Meisterschaften gewinnen und stand bei seinem ersten Titel 1989 in nahezu jeder Partie auf dem Feld. Arsenals Erfolg wurde dabei am letzten Spieltag mit einem 2:0-Sieg und einem Treffer in den letzten Minuten im Anfield-Stadion gegen den FC Liverpool sichergestellt, wodurch Arsenal bei Punktgleichheit eine bessere Tordifferenz gegenüber dem Gastgeber aus Liverpool aufwies. Aufgrund der Tragödie im Heysel-Stadion im Jahre 1985 und der daraus bis 1990 resultierenden Sperre für englische Vereine, bezogen auf europäische Vereinswettbewerbe, durfte Rocastle mit Arsenal jedoch im anschließenden Jahr nicht am Europapokal der Landesmeister teilnehmen. In der Saison 1989/90 schloss Rocastle mit Arsenal auf dem vierten Platz ab und verpasste erneut die Rückkehr in den europäischen Fußball, da lediglich dem Vizemeister eine Teilnahme am UEFA-Cup eingeräumt wurde.
Aufgrund einer Knieverletzung kam Rocastle in der Saison 1990/91 nur auf 18 Ligaeinsätze für Arsenal, konnte aber in einer Spielzeit, als Arsenal nur eine einzige Partie in der Meisterschaft verlor, den zweiten Titel einfahren. In der folgenden Saison war er erneut Stammspieler und verpasst von 42 Meisterschaftspartien nur drei davon.
Während seiner Zeit beim FC Arsenal absolvierte Rocastle vierzehn Länderspiele für die englische Nationalmannschaft, verlor dabei kein einziges Spiel und ihm wurde eine erfolgreiche internationale Karriere prophezeit. Dennoch sollte sein 14. Länderspiel im Jahre 1992 sein letzter Einsatz für England sein.

## Entwicklungen nach dem FC Arsenal
Zum Ende der Saison 1991/92 wurde Rocastle für zwei Millionen Pfund an den neuen Meister Leeds United verkauft, wo er nach den Planungen von Trainer Howard Wilkinson den altgedienten Gordon Strachan mittelfristig ersetzen sollte. Als Leeds in die neu geschaffene Premier League startete, stellte sich jedoch heraus, dass Strachan noch drei weitere Spielzeiten als Stammspieler an der Elland Road agieren sollte. Die zusätzliche Konkurrenz anderer Spieler sowie Verletzungen sorgten dann dafür, dass sich Rocastle nicht in die Mannschaft spielen konnte. Es folgte im Dezember 1993 der Weiterverkauf für ebenfalls zwei Millionen Pfund an Manchester City, wo er David White vertreten sollte, der wiederum früher im gleichen Monat schon nach Leeds gewechselt war.
Aber auch der Aufenthalt an der Maine Road war nicht von Erfolgen gekennzeichnet. Am Ende der Saison verpflichtete Citys Trainer Brian Horton den Flügelspieler Nicky Summerbee – Sohn des ehemals bei Manchester aktiven Mike Summerbee – und verschlechterte damit Rocastles Perspektiven. Vor Beginn der Spielzeit 1994/95 war er auch für 1,25 Millionen Pfund an den FC Chelsea verkauft.
In seiner ersten Saison für Chelsea spielte er wieder regelmäßig und kam in fast 40 Partien zum Einsatz. Er schoss im Verlauf des Europapokals der Pokalsieger zwei Tore, als Chelsea das Halbfinale erreichen konnte und dort gegen den späteren Titelträger Real Saragossa knapp unterlag. Die Verletzungen kehrten in dem folgenden Jahr jedoch wieder zurück und er spielte nur noch einmal – im Oktober 1995 gegen die Blackburn Rovers – für den FC Chelsea, obwohl er noch bis zum Sommer 1998 unter Vertrag stand. Rocastle wurde in der Saison 1996/97 an Norwich City und in der anschließenden Spielzeit an Hull City kurzzeitig ausgeliehen und kam zudem nicht über Einsätze in der Reservemannschaft von Chelsea hinaus.
Nach Beendigung der Vertragslaufzeit in Chelsea wechselte er ablösefrei nach Malaysia zu den „Sabah Rhinos“, wo er kurze Zeit später aufgrund anhaltender Verletzungsprobleme seine Karriere beendete.

## Krankheit
Im Februar 2001 verkündete Rocastle, dass er an dem Non-Hodgkin-Lymphom, einer besonders aggressiven Krebsform, die das Immunsystem angreift, leide. Er unterzog sich einer Chemotherapie und war sehr optimistisch in Bezug auf seine Heilungschancen. Dennoch verstarb er am 31. März 2001 im Alter von nur 33 Jahren und wurde sechs Tage später beigesetzt. Der Beerdigung wohnten viele bekannte Fußballspieler aus der Vergangenheit und Gegenwart bei.
Er hinterließ seine Frau Janet, Sohn Ryan sowie die beiden Töchter Melissa und Monique. Sechs Wochen nach seinem Tod durfte Ryan Rocastle dem FA-Cup-Endspiel des FC Arsenal – das der Verein gegen den FC Liverpool nach einer 1:0-Führung noch durch zwei Tore von Michael Owen mit 1:2 verlor – als Glücksbringer beiwohnen.
Fünf Jahre und ein Tag nach seinem Tod wurde anlässlich der letzten Saison im Highbury – im Rahmen einer thematisch unterteilten Serie – ein spezieller „David Rocastle Day“ abgehalten. Vor dem Spiel, in dem Arsenal Aston Villa mit 5:0 schlug, zollte das Publikum Rocastle durch einen einminütigen Applaus seine Anerkennung.

## Erfolge
- Englischer Meister: 1989, 1991
- Englischer Ligapokalsieger: 1987
- Charity-Shield-Sieger: 1991* (* geteilter Titel)